# هلن لانژون-ژلیو
 هلن لانژون-ژلیو (فرانسوی: Hélène Langevin-Joliot‎؛ زاده ۱۹ سپتامبر ۱۹۲۷) یک فیزیک‌دان اهل فرانسه است.
او استاد فیزیک هسته ای دانشگاه پاریس است. همچنین او نوه دختری دو فیزیکدان و شیمیدان معروف، ماری کوری و پیر کوری و فرزند دو استاد دانشگاه ایرن ژولیو-کوری و فردریک ژولیو کوری